# Leptí (Orestiáda)
Leptí (grec moderne : Λεπτή) est une localité située dans le dème d'Orestiáda, dans le district régional d'Évros, dans la periphérie de Macédoine-Orientale-et-Thrace, en Grèce.
La localité appartient au district municipal et à la communauté municipale d'Orestiáda. Selon le recensement de 2021, elle compte 483 habitants.